# Winzenhohl

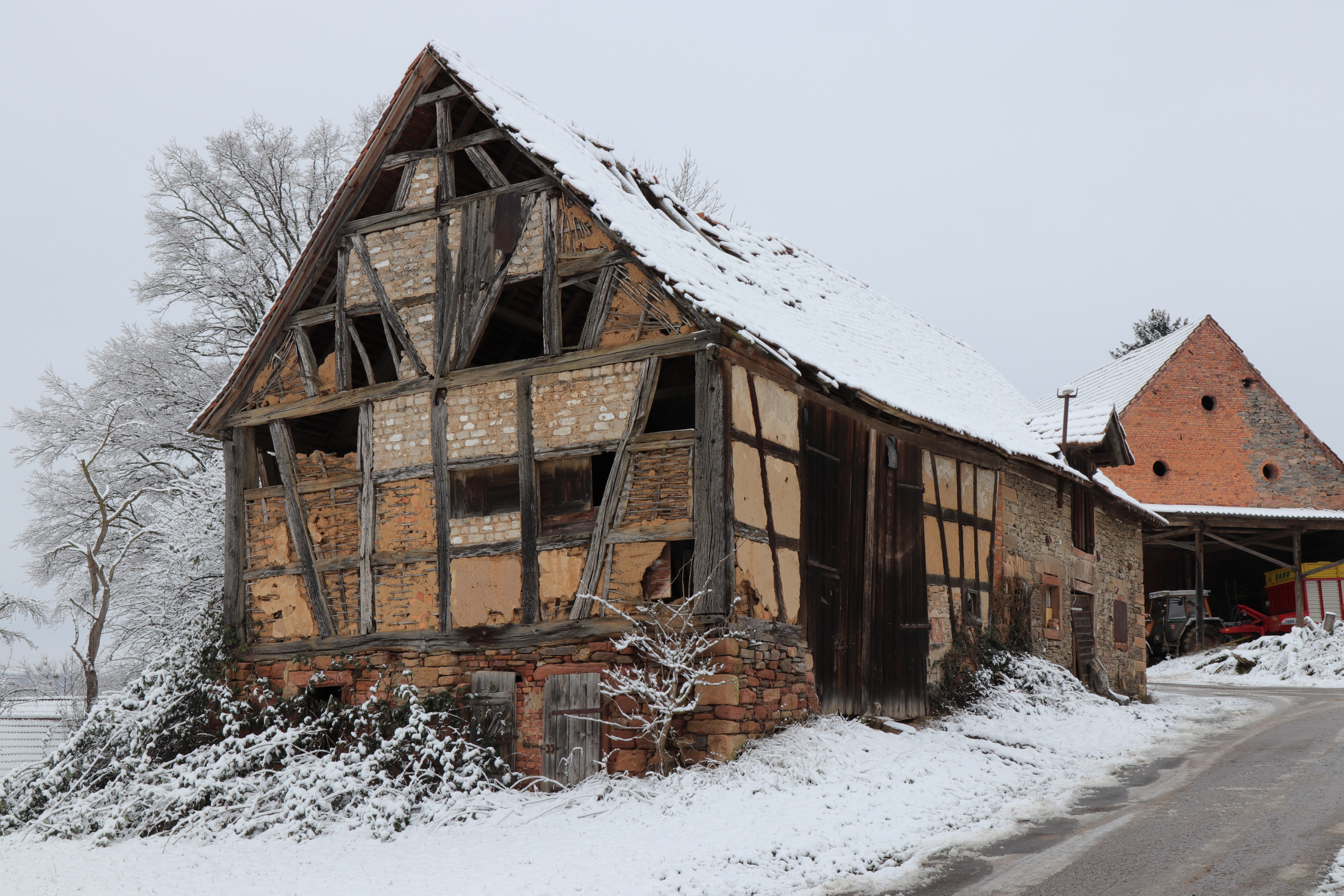
Hof am Rande von Winzenhohl

Winzenhohl ist ein Gemeindeteil des Marktes Hösbach im unterfränkischen Landkreis Aschaffenburg in Bayern.

## Geographie
Das Dorf Winzenhohl liegt auf 220 m ü. NHN an der Kreisstraße 2 zwischen Hösbach-Bahnhof und Haibach am Winzenhohler Bach. Der topographisch höchste Punkt der Dorfgemarkung ist der Gipfel des Kellerberges westlich des Ortes mit 330 m ü. NHN, der niedrigste Punkt liegt an der Aschaff auf 147 m ü. NHN. Durch Winzenhohl führt der Fränkische Marienweg.

### Nachbargemarkungen
Folgende Gemarkungen grenzen an das Ortsgebiet von Winzenhohl:
| Goldbach      | Hösbach                                     | Sailauf         |
| Aschaffenburg | Kompassrose, die auf Nachbargemeinden zeigt | Keilberg        |
| Haibach       |                                             | Straßbessenbach |

## Geschichte
Zum Ende des Heiligen Römischen Reiches lag Winzenhohl auf dem Gebiet der Amtsvogtei Schweinheim im Vizedomamt Aschaffenburg des Kurfürstentums Mainz. 1812 war es eine Mairie auf dem Gebiet der Districtsmairie Schweinheim im Departement Aschaffenburg des Großherzogtums Frankfurt und hatte mit Schmerlenbach 34 Feuerstellen und 226 Einwohner. Maire war Sebastian Seibert, sein Adjunct hieß Johann Imhof. Schullehrer war Sebastian Büdel. 
In den bis 1824 folgenden Jahren wurde von der Laufacher Eisenhütte ein Hammerwerk an der Aschaff errichtet (Aschaffsteg). Schon damals war Winzenhohl bekannt für seinen Anbau von Steinobst (Weichseln, Kirschen). Nach dem Übergang an die Krone Bayern (1814) lag Winzenhohl auf dem Verwaltungsgebiet des Landgerichts Aschaffenburg. Am 1. Juli 1862 wurde daraus das Bezirksamt Aschaffenburg.
Nach einem Eigentümerwechsel im Jahr 1868 wurde das Hammerwerk Aschaffsteg in eine Schwerspatmühle umgebaut.
1939 wurde wie überall im Deutschen Reich die Bezeichnung Landkreis eingeführt. Winzenhohl war nun eine der 33 Gemeinden im Altkreis Aschaffenburg. Dieser schloss sich am 1. Juli 1972 mit dem Landkreis Alzenau in Unterfranken zum neuen Landkreis Aschaffenburg zusammen.
Am 1. Mai 1978 wurde die bis dahin selbstständige Gemeinde Winzenhohl einschließlich ihrem Ortsteil Schmerlenbach, dem Forsthaus, dem Hotel Klingerhof, dem Hof Aschaffsteg und dem auf Winzenhohler Gemarkung liegenden Teil von Hösbach-Bahnhof nach Hösbach eingemeindet.